# Piperidina N-piperoiltransferasi
La piperidina N-piperoiltransferasi è un enzima appartenente alla classe delle transferasi, che catalizza la seguente reazione:
(E,E)-piperoil-CoA + piperidina ⇄ CoA + N-[(E,E)-piperoil]-piperidina
Anche la pirrolidina e la 3-pirrolina possono agire come accettori, ma più lentamente.